# Municipio de Zacualtipán de Ángeles
El municipio de Zacualtipán de Ángeles es uno de los ochenta y cuatro municipios que conforman el estado de Hidalgo en México. La cabecera municipal y localidad más poblada es Zacualtipán.
El municipio se localiza al norte del territorio hidalguense entre los paralelos 20°33′ y 20°45′ de latitud norte; los meridianos  98°25′ y 98°43′ de longitud oeste; con una altitud de entre 500 y 2300 m s. n. m. Este municipio cuenta con una superficie de 272.71 km², y representa el 1.31 % de la superficie del estado; se ubica en las de las regiones geográficas de las sierras Alta y Baja.
Colinda al norte con el municipio de Tianguistengo y Huayacocotla en el estado de Veracruz de Ignacio de la Llave; al este con el estado de Veracruz de Ignacio de la Llave; al sur con el estado de Veracruz de Ignacio de la Llave y los municipios de San Agustín Metzquititlán y Metztitlán; al oeste con los municipios de Metztitlán y Xochicoatlán.

## Toponimia
El municipio de Zacualtipán deriva su nombre de la raíz “tzacualli” que etimológicamente significa, "lugar de escondites" o "lugar de montículos o pirámides" otras traducciones que aseguran que su significado es "donde se hacen paredes" o "donde se construye bien".

## Geografía

### Relieve e hidrográfica

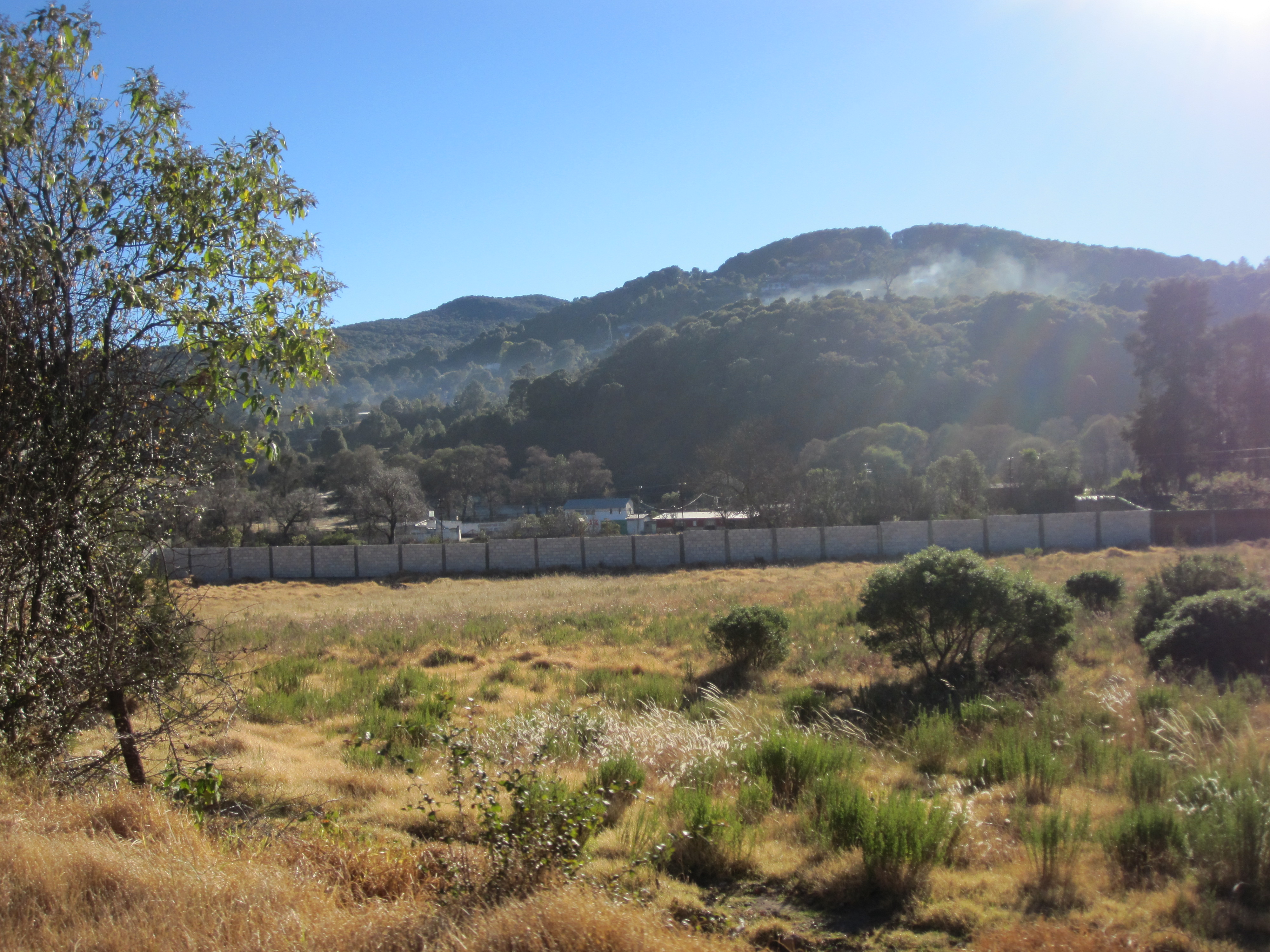
Panorámica del municipio.

En cuanto a fisiografía se encuentra dentro de las provincias de la Sierra Madre Oriental; dentro de la subprovincia del Carso Huasteco. Su territorio es meseta (56.0 %) y sierra (44.0 %).
En cuanto a su geología corresponde al periodo neógeno (26.57%), triásico (28.0%), jurásico (22.0%), cretácico (13.0%) y pérmico (8.0%). Con rocas tipo extrusiva: toba ácida (19.57%) y basalto (7.0%) Sedimentaria: arenisca-conglomerado (28.0%), lutita-arenisca (24.0%), caliza (13.0%) y caliza-lutita (6.0%). En cuanto a cuanto a edafología el suelo dominante es regosol (33.57%), luvisol (27.0%), acrisol (24.0%), cambisol (7.0%) y leptosol (6.0%).
En lo que respecta a la hidrología se encuentra posicionado en la región hidrológica del Pánuco (3.0%); en las cuencas del río Moctezuma; dentro de las subcuenca del río Calabozo (69.0%), río Metztitlán (27.0%) y río Los Hules (4.0%). El municipio cuenta con dos corrientes de agua, cuatro cuerpos de agua, también cuenta el río Zoyatla y Miniahuaco y con la laguna Chapultepec.

### Clima
El municipio presenta una variedad de climas, Templado húmedo con abundantes lluvias en verano (36.0%), templado húmedo con lluvias todo el año (28.0%), semicálido húmedo con lluvias todo el año (18.0%), templado subhúmedo con lluvias en verano, de mayor humedad (9.0%), templado subhúmedo con lluvias en verano, de menor humedad (8.0%) y semiseco templado (1.0%). Registra una temperatura media anual 14 °C, precipitación pluvial de 2047 milímetros al año, y el período de lluvias es de junio a septiembre.

### Ecología
En flora tiene una vegetación formada por la existencia de bosques con especies tales como el pino u ocote, tiene árboles de ocote rojo, encino, hoja ancha, mirra, oyamel, encino manzanilla, aquichique, tapachicle, xalama, shuete, señores principales, quebrache, xuchiate, coatlapal, nogal, y álamo; así mismo cuenta con árboles de mezquite, huizaches, nopal, órgano, etc. En cuanto a fauna se cuenta con coyote, lobo, mapache, zorra, tejón, armadillo, liebre y ardilla.
Parte de este municipio pertenece a la Barranca de Metztitlán, decretada como  Reserva de la Biósfera el 27 de noviembre de 2000 con una superficie de 96 042.90 ha; esta área también comprende los municipios de Acatlán, Atotonilco el Grande, Eloxochitlán, Huasca de Ocampo, Metztitlán, San Agustín Metzquititlán y Metepec.

## Demografía

### Población
De acuerdo a los resultados que presentó el Censo Población y Vivienda 2020 del INEGI, el municipio cuenta con un total de 38 155 habitantes, siendo 18 137 hombres y 20 018 mujeres. Tiene una densidad de 139.9 hab/km², la mitad de la población tiene 27 años o menos, existen 90 hombres por cada 100 mujeres.
El porcentaje de población que habla lengua indígena es de 4.93 %, el porcentaje de población que se considera afromexicana o afrodescendiente es de 2.89 %. Tiene una Tasa de alfabetización de 99.0 % en la población de 15 a 24 años, de 91.0 % en la población de 25 años y más. El porcentaje de población según nivel de escolaridad, es de 6.7 % sin escolaridad, el 59.7 % con educación básica, el 19.5 % con educación media superior, el 14.0 % con educación superior, y 0.1 % no especificado.
El porcentaje de población afiliada a servicios de salud es de 60.6 %. El 37.5 % se encuentra afiliada al IMSS, el 51.0 % al INSABI, el 10.6 % al ISSSTE, 0.7 % IMSS Bienestar, 0.1 % a las dependencias de salud de PEMEX, Defensa o Marina, 0.5 % a una institución privada, y el 0.5 % a otra institución. El porcentaje de población con alguna discapacidad es de 4.8 %. El porcentaje de población según situación conyugal, el 32.4 % se encuentra casada, el 30.8 % soltera, el 24.6 % en unión libre, el 6.2 % separada, el 1.2 % divorciada, el 4.8 % viuda.
Para 2020, el total de viviendas particulares habitadas es de 10 594 viviendas, representa el 1.2 % del total estatal. Con un promedio de ocupantes por vivienda 3.6 personas. Predominan las viviendas con tabique y block. En el municipio para el año 2020, el servicio de energía eléctrica abarca una cobertura del 99.0 %; el servicio de agua entubada un 60.8 %; el servicio de drenaje cubre un 97.9 %; y el servicio sanitario un 99.4 %.

### Localidades

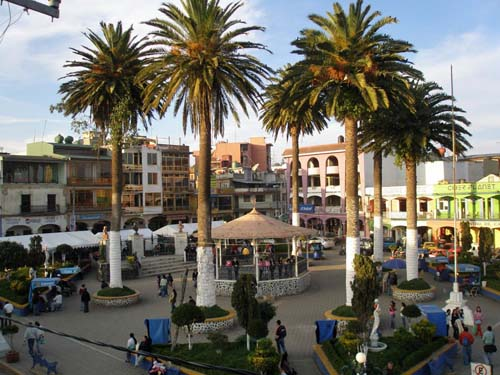
Localidad de Zacualtipán.

Para el año 2020, de acuerdo al Catálogo de Localidades, el municipio cuenta con 33 localidades.
| Código INEGI | Localidad                         | Población (2020) | Porcentaje (%) | Ámbito Población | Categoría Población |
| ------------ | --------------------------------- | ---------------- | -------------- | ---------------- | ------------------- |
| 130810001    | Zacualtipán                       | 29 472           | 77.24          | Urbana           | Cabecera municipal  |
| 130810003    | Atopixco                          | 1237             | 3.24           | Rural            | Comunidad           |
| 130810025    | San Francisco Tlahuelompa         | 971              | 2.54           | Rural            | Comunidad           |
| 130810012    | La Mojonera                       | 874              | 2.29           | Rural            | Comunidad           |
| 130810024    | Tizapán                           | 860              | 2.25           | Rural            | Comunidad           |
| 130810004    | Coatlila                          | 827              | 2.17           | Rural            | Comunidad           |
| 130810026    | Tzincoatlán                       | 501              | 1.31           | Rural            | Comunidad           |
| 130810008    | Jalapa                            | 493              | 1.29           | Rural            | Ranchería           |
| 130810020    | Sietla                            | 422              | 1.11           | Rural            | Ranchería           |
| 130810019    | Santo Domingo                     | 359              | 0.94           | Rural            | Ranchería           |
| 130810005    | La Cumbre de Alumbres             | 301              | 0.79           | Rural            | Ranchería           |
| 130810013    | Olonteco                          | 285              | 0.75           | Rural            | Ranchería           |
| 130810017    | San Bernardo                      | 258              | 0.68           | Rural            | Ranchería           |
| 130810009    | Matlatlán                         | 187              | 0.49           | Rural            | Ranchería           |
| 130810007    | Chinancáhuatl                     | 149              | 0.39           | Rural            | Ranchería           |
| 130810021    | Tehuitzila                        | 131              | 0.34           | Rural            | Ranchería           |
| 130810010    | Maxala                            | 121              | 0.32           | Rural            | Ranchería           |
| 130810023    | Tetzimico (San Bartolo Tetzimico) | 100              | 0.26           | Rural            | Ranchería           |
| 130810015    | El Reparo                         | 91               | 0.24           | Rural            | Ranchería           |
| 130810022    | Tepeoco                           | 84               | 0.22           | Rural            | Ranchería           |
| 130810002    | Ajacaya                           | 83               | 0.22           | Rural            | Ranchería           |
| 130810014    | Papaxtla                          | 53               | 0.14           | Rural            | Ranchería           |
| 130810006    | La Cumbre de Ohuesco              | 52               | 0.14           | Rural            | Ranchería           |
| 130810043    | Xoluapa                           | 50               | 0.13           | Rural            | Ranchería           |
| 130810018    | San Miguel (Ferrería San Miguel)  | 46               | 0.12           | Rural            | Ranchería           |
| 130810046    | La Cumbre de Tlahuelompa          | 42               | 0.11           | Rural            | Ranchería           |
| 130810016    | Rincón Grande                     | 31               | 0.08           | Rural            | Ranchería           |
| 130810011    | Mimiahuaco                        | 27               | 0.07           | Rural            | Ranchería           |
| 130810058    | Tlacomolt                         | 23               | 0.06           | Rural            | Ranchería           |
| 130810053    | Barrio Panotlán                   | 13               | 0.03           | Rural            | Ranchería           |
| 130810048    | Ixtacapa (Río Chiquito)           | 8                | 0.02           | Rural            | Ranchería           |
| 130810033    | Panohuaya                         | 3                | 0.01           | Rural            | Ranchería           |
| 130810049    | Ixtlahuipita                      | 1                | 0.00           | Rural            | Ranchería           |

## Política
Se erigió como municipio el 8 de abril de 1825. El Ayuntamiento está compuesto por: un presidente municipal, un síndico,  8 regidores, y 50 delegados municipales. De acuerdo al Instituto Nacional electoral (INE) el municipio está integrado por 19 secciones electorales, de la 1600 a la 1618. Para la elección de diputados federales a la Cámara de Diputados de México y diputados locales al Congreso de Hidalgo, se encuentra integrado al distrito electoral federal 3 de Hidalgo y al distrito electoral local 2 de Hidalgo. A nivel estatal administrativo pertenece a la Macrorregión IV y a la Microrregión XX, además de a la Región Operativa VI Zacualtipán.

### Cronología de presidentes municipales
| Periodo                  | Nombre                             | Afiliación política        |
| ------------------------ | ---------------------------------- | -------------------------- |
| 1942-1943                | Vicente Espíndola                  | -                          |
| 1949-1951                | Justino M. Hernández               | -                          |
| 1952-1954                | Cándido Ruiz Mogrobejo             | -                          |
| 1955-1958                | Guillermo Piña Durán               | -                          |
| 1958-1961                | Antonio Piñeiro                    | -                          |
| 1961-1962                | Nicasio Hernández Moreno           | -                          |
| 1962-1964                | Jesús Rivera Morales               | -                          |
| 1964-1967                | Julián Hidalgo                     | -                          |
| 1967-1970                | Francisco Mora Posada              | -                          |
| 1970-1973                | Leónides Hernández Vite            | -                          |
| 1973-1976                | Filiberto Gómez Ruiz               | -                          |
| 1976-1979                | Francisco Partido Rivera           | -                          |
| 1979-1982                | Filiberto Hernández Arteaga        | -                          |
| 1982-1985                | Ángel Hernández Rivera             | -                          |
| 1985-1988                | Raciel García Chávez               | -                          |
| 1988-1990                | Ramiro Armando Mercado Silva       | -                          |
| 1990-1991                | Alejandro Félix Cruz               | -                          |
| 1991-1992                | Alfredo Córdoba Arteaga            | -                          |
| 1992-1994                | Urbano Rivera Leyva                | -                          |
| 16/01/1994 al 15/01/1997 | Sandra Luz Zaragoza Olivares       | PRI                        |
| 16/01/1997 al 15/01/2000 | Vicente San Román Soto             | PRI                        |
| 16/01/2000 al 15/01/2003 | Héctor Manuel Rivera González      | PRI                        |
| 16/01/2003 al 15/01/2006 | José Luis Ambrosio López Pelcastre | PAN                        |
| 16/01/2006 al 15/01/2009 | Edgar Rosales García               | PAN                        |
| 16/01/2009 al 15/01/2012 | Deldelquer Olivares Mercado        | Mas x Hidalgo              |
| 16/01/2012 al 04/09/2016 | Julio César Hernández Jiménez      | PRI                        |
| 05/09/2016 al 04/09/2020 | Pedro Velázquez Acosta             | MC                         |
| 05/09/2020 al 14/12/2020 | Amado Pérez Hernández              | Concejo municipal Interino |
| 05/09/2024 al 04/09/2027 | Francisca Lara Velázquez           | Morena                     |
| 15/12/2020 al 04/09/2024 | Amado Pérez Hernández              | PT                         |

## Economía
En 2015 el municipio presenta un IDH de 0.744 Alto, por lo que ocupa el lugar 30.º a nivel estatal; y en 2005 presentó un PIB de $1,103,179,858.00 pesos mexicanos, y un PIB per cápita de $42,451.00 (precios corrientes de 2005).
De acuerdo con el Consejo Nacional de Evaluación de la Política de Desarrollo Social (Coneval), el municipio registra un Índice de Marginación Bajo. El 48.3% de la población se encuentra en pobreza moderada y 14.4% se encuentra en pobreza extrema. En 2015, el municipio ocupó el lugar 33 de 84 municipios en la escala estatal de rezago social.
A datos de 2015, en materia de agricultura se cultivan principalmente los productos siguientes: maíz grano con una superficie sembrada de 700 hectáreas, frijol con 97 hectáreas y algunos cultivos perennes como café cereza con 45 hectáreas. En ganadería se cría el ganado bovino de carne y leche con una población de 719 cabezas, porcino con 786 cabezas ovino con 570 y caprino con 517 cabezas. En avicultura existe una población de 38 300 aves, las cuales se crían para engorda y postura. En apicultura se cuenta con 6 colmenas, las cuales producen la miel y cera de abeja.
Para 2015 se cuenta con 1425 unidades económicas, que generaban empleos para 4914 personas. En lo que respecta al comercio, se cuenta con cinco tianguis, nueve tiendas Diconsa y dos lecheras Liconsa; además de un mercado público y un rastro. De acuerdo con cifras al año 2015 presentadas en los censos económicos del INEGI, la Población Económicamente Activa (PEA) del municipio asciende a 13 307 personas de las cuales 12 863 se encuentran ocupadas y 444 se encuentran desocupadas. El 5.64%, pertenece al sector primario, el 50.42% pertenece al sector secundario, el 43.16% pertenece al sector terciario y el 0.78% no especificaron.